# Plecia grisea
Plecia grisea är en tvåvingeart som beskrevs av Edwards 1938. Plecia grisea ingår i släktet Plecia och familjen hårmyggor. Inga underarter finns listade i Catalogue of Life.